# آندریا نالس
آندریا ماریا نالس (آلمانی: Andrea Maria Nahles؛ زاده ۲۰ ژوئن ۱۹۷۰) یک سیاست‌مداری آلمانی است که از آوریل ۲۰۱۸ تا ژوئن ۲۰۱۹ رهبر حزب سوسیال دموکرات آلمان بود. در تاریخ ۱۵۵ ساله حزب سوسیال دموکرات آلمان این اولین بار است که یک زن به ریاست این حزب می‌رسید. او قبل از این سمت رهبری گروه پارلمانی حزب سوسیال دموکرات در بوندستاگ را برعهده داشت و در کابینه سوم آنگلا مرکل وزیر کار و امور اجتماعی آلمان بود.